# Рокафорте Мондови
Рокафо̀рте Мондовѝ (на италиански: Roccaforte Mondovì; на окситански: Rocafòrt; на пиемонтски: Rocafòrt, Рокафорт) е село и община в Северна Италия, провинция Кунео, регион Пиемонт. Разположено е на 574 m надморска височина. Населението на общината е 2127 души (към 2010 г.).